# 나로우주센터
나로우주센터(羅老宇宙센터, Naro Space Center)는 대한민국 전라남도 고흥군 봉래면 예내리 하반마을(외나로도)에 위치한 대한민국의 첫 번째 우주 센터로, 인공위성 로켓 및 각종 우주 발사체 발사장이다. 2009년 6월 11일에 준공식을 했다.

## 소개
전남 고흥군 봉래면 외나로도에 위치한 나로우주센터는 김대중 정부 시절인 2000년 12월부터 9년에 걸쳐 건설되었다.
나로우주센터는 러시아의 기술 협력으로 건설되었으며, 현대중공업이 1번 발사대 공사를 일괄 수주해 완공되었다. 면적은 160만 평(시설부지 약 15.5만 평)이며 우주체험관을 포함하여 총 3,314억 원이 투자되었다.
1번 발사대는 초속 60m의 태풍에도 견디며, 총 200회의 로켓 발사를 할 수 있다. 2008년까지 소형 인공위성을 저궤도 (고도 약 300km)에 발사할 수 있는 로켓 발사장을 건설하여 2009년 8월 25일에 나로호로 과학기술위성 2A호를 자력발사하였으나 2단 로켓 페어링 분리 실패로 인한 궤도 진입에 실패로 추락하였고, 2010년 6월 10일에 재발사를 하였으나 발사 후 137초경에 탑재 시스템 문제로 폭발하여 여러 개의 파편으로 제주도 서귀포 근해로 추락하였다. 이후 2013년 1월 30일 나로호 3차 발사를 하여 성공하였다. 2021년까지 누리호(KSLV-II) 발사를 위해 우주센터 2단계가 건설되었으며, 나로호를 발사한 제1발사대는 개조하여 2018년 10월 28일 누리호 시험발사체 발사를 성공했다. 현재 제2발사대가 구축완료 되었으며 2021년 누리호 첫 발사가 이루어졌다.

## 발사 목록
일반에 공개된 나로우주센터에서 발사된 혹은 발사될 발사체들은 다음과 같다.
| 번호 | 발사날짜          | 발사체 이름                 | 위성 | 결과     | 현재 상황                                                                                                 |
| 1    | 2009년 8월 25일   | KSLV-I 나로                 | 과학기술위성 2A호                                                                                            | 실패     | 페어링 미분리로 인한 궤도진입 실패 대기권 추락                                                            |
| 2    | 2010년 6월 10일   | KSLV-I 나로                 | 과학기술위성 2B호                                                                                            | 실패     | 발사 후 시스템 이상으로 137초에 폭발 후 추락                                                              |
| 3    | 2013년 1월 30일   | KSLV-I 나로                 | 나로과학위성                                                                                                 | 성공     | 궤도 진입 성공                                                                                            |
| 4    | 2018년 11월 28일  | KSLV-II TLV 누리 시험발사체 | 질량시뮬레이터 8톤                                                                                           | 성공     | 탄도비행 성공                                                                                             |
| 1    | 2021년 10월 21일  | KSLV-II 누리                | 위성모사체 1.5톤                                                                                             | 실패     | 3단엔진 연소 조기종료로 궤도진입 실패 대기권 추락                                                         |
| 2    | 2022년 6월 21일   | KSLV-II 누리                | 위성모사체, 성능검증위성, 큐브위성 4기(1.5톤)                                                                | 성공     | 궤도 진입 성공                                                                                            |
| 3    | 2023년 5월 25일   | KSLV-II 누리                | 차세대소형위성 2호 1기 초소형위성 4기 (루미르,져스텍,카이로스페이스,한국천문연구원)                          | 성공     | 차세대소형위성 2호 1기 초소형위성 4기 (루미르,져스텍,카이로스페이스,한국천문연구원)                       |
| 4    | 2025년 11월(예정) | KSLV-II 누리                | 차세대중형위성 3호 1기 초소형위성 6기 (스페이스린텍,한컴인스페이스,한국전자통신연구원,우주로테크,코스모웍스) | 발사예정 | 차세대중형위성 3호, 초소형위성 6기 (스페이스린텍,한컴인스페이스,한국전자통신연구원,우주로테크,코스모웍스) |
| 5    | 2026년 6월(예정)  | KSLV-II 누리                | 초소형위성 2, 3, 4, 5, 6호                                                                                   | 발사예정 | 초소형위성 2, 3, 4, 5, 6호                                                                                |
| 6    | 2027년 9월(예정)  | KSLV-II 누리                | 초소형위성 7, 8, 9, 10, 11호                                                                                 | 발사예정 | 초소형위성 7, 8, 9, 10, 11호                                                                              |

## 연혁
- 2000년 12월 우주센터개발사업 착수
- 2001년 1월 30일 부지선정 발표
- 2003년 3월 토목공사 착공
- 2003년 8월 8일 우주센터 기공식
- 2005년 1월 건축공사 착공
- 2005년 7월 제주추적소 기공식
- 2005년 11월 2일 우주과학관 기공식
- 2007년 6월 건축/토목공사 완공 및 모의비행시험 착수
- 2007년 10월 우주센터 추적 및 계측장비 구축 완료
- 2008년 3월 발사대 골조공사 완료
- 2008년 6월 발사대 개별장비 설치 완료
- 2009년 6월 11일 나로우주센터 준공식
- 2009년 8월 25일 나로호 첫 발사
- 2010년 6월 10일 나로호 2차 발사
- 2013년 1월 30일 나로호 3차 발사 성공
- 2016년 팔라우 추적소 기공식
- 2018년 10월 28일 누리호 시험발사체 발사 성공
- 2020년 10월 제2발사대 완공
- 2021년 3월 25일 누리호 1단 클러스터링 종합연소시험 완료
- 2021년 10월 21일 누리호 첫 발사
- 2022년 6월 21일 누리호 2차 발사
- 2023년 5월 22일 누리호 3차 발사

## 시설현황
- 발사대(Launch Complex)
  - 발사패드(Launch Pad)
  - 이렉터(Erector)
  - 연료, 산화제, 고압가스 저장 및 공급시설
  - 제 2발사대, 엄빌리컬타워
  - 발사체 고정장치 (VHD)
- 발사통제동(MCC: Mission Control Center)
  - 발사지휘센터(MDC)
  - 발사체통제센터(LCC)
  - 비행안전통제센터(FSC)
- 발사체조립시험시설(Vehicle Assembly Complex)
  - 발사체종합조립동
  - 위성시험동
  - 고체모터동
- 추적레이다(Tracking Radar)
- 원격자료수신장비 (Telemetry)
- 광학추적장비(Electro Optical Tracking System)
- 비행종단지령장비(Flight Termination System)
- 추진기관시험동(Rocket Engine Test Complex)
- 기상관측소 (Meteorological Observation Station)
- 나로우주센터 우주과학관
- 지원시설 (발전소, 숙소동, 행정본부, 정문면회동 등)
- 제주추적소
- 팔라우추적소
- 추적레이다(Tracking Radar)
- 원격자료수신장비(Telemetry)

### 발사대
2008년 10월, KSLV-I과 발사대가 공개되었다. 추력 170톤급인 KSLV-I이 2009년 2010년 2013년 제1 발사대에서 발사되었다. 2021년 10월 21일에는 추력 300 톤급인 KSLV-II가 제2 발사대에서 발사된다.
- 제1번 발사대: 완공
- 제2번 발사대: 2020년 10월 완공

1번 발사대는 러시아로부터 기술 지원을 받아 현대중공업이 건설했으며, 예정 기간인 2년을 5개월 단축시킨 19개월 만에 건설을 완공했다.
2016년 9월 초, 항우연은 1번 발사대를 건설한 현대중공업과 2번 발사대 건설 계약을 체결했다. 영하 200℃의 극저온을 견딜 수 있는 극저온 연료 공급 장비와 3000℃의 초고온 발사 화염을 견디는 발사패드 등으로 구성된다. 높이 45m, 폭 11m이다. 한국형발사체의 높이는 47.5m라고 알려져 있다. 현대중공업은 발사대 국산화율을 75%까지 달성했으며, 2번 발사대는 2020년 10월 완공되었다. 제1 발사대 옆의 야산에 제2 발사대가 건설된다.
최근 정부의 발사체클러스터사업으로 인해, 나로우주센터기준으로 아래쪽에 민간발사장이 세워진다.

## 입지 조건
원래 최적의 우주 센터 후보지는 로켓을 발사하는 데 필요한 발사가능 방위각에서 가장 높은 점수를 획득한 제주특별자치도 서귀포시(구 남제주군) 대정읍이 1위를 차지했으나, 주민들의 반대로 무산되었다.
우주센터의 입지조건은 다음과 같다:
- 발사한 로켓 등의 안전을 위해 최소한 반경 1.2km의 안전 구역이 확보되어야 한다.
- 외국 영공(고도 100km)을 직접 통과하지 않아야 한다.
- 1단 50km, 2단 500km, 3단 3,500km 상공 등에서 최소 3단계 이상의 분리가 이루어지기 때문에 로켓물 낙하에 따른 안전을 위해 발사 궤적에 인구밀집지역이나 다른 나라의 영토가 없어야 한다.
- 한국처럼 발사 때 적도의 정지궤도위성보다 큰 궤도경사각이 필요한 곳에서는 적당한 위도에서 남쪽으로 발사하는 것이 유리하다.
- 안전 발사를 위해, 발사장이나 예정비행경로 18km 이내에 벼락이 없어야 한다.
- 발사 15분 전에 땅으로부터 9km 상공의 전압계강도가 즉 낙뢰 때 구름과 땅 사이에 발생하는 전기가 1Kvolt/m여야 한다.

## 신문
- '한국의 우주개발 이대로 좋은가'<中>알맹이 빠진 로켓발사사업 동아일보 2008.02.01
- '과학이야기'한국, 연내 스페이스클럽 가입하나 2008 01/29 경향신문 뉴스메이커
- 외나로도 우주센터 일정대로`척척` 매일경제 2007.07.25
- 내년 말 국내 최초 자력위성 발사 머니투데이 2007.07.25
- 한국형 우주발사체 발사 2008년 이후로 연기 한국경제 2006-10-12
- 미국, 대량살상무기 개발 우려해 러시아 로켓기술 한국 이전 막았다 신동아 2006년 11월호
- 한-러 우주개발협력 `탄력` 전자신문 2007.07.20
- <한-러 우주기술협력 난항> 연합뉴스 2005.10.25

## 같이 보기
- 나로호 - 대한민국의 첫 우주발사체 (1,2차 과학기술위성 2A,B호 / 3차 나로과학위성)
- 누리호 - 대한민국의 첫 국내개발 우주발사체 ( 질량모사체 )